# Erina Nunatak
Erina Nunatak är en nunatak i Antarktis. Den ligger i Östantarktis. Australien gör anspråk på området. Toppen på Erina Nunatak är 1 791 meter över havet.
Terrängen runt Erina Nunatak är huvudsakligen en högslätt. Erina Nunatak är den högsta punkten i trakten. Trakten är obefolkad. Det finns inga samhällen i närheten.